# Kammerrechtsbeistand
Die Rechtsstellung des Kammerrechtsbeistands ist in § 209 Abs. 1 Satz 2–4 Bundesrechtsanwaltsordnung (BRAO) geregelt.
Nach § 209 Abs. 1 BRAO können natürliche Personen, die im Besitz einer uneingeschränkten oder unter Ausnahme lediglich des Sozial- oder Sozialversicherungsrechts erteilten Erlaubnis zur geschäftsmäßigen Rechtsbesorgung sind, Mitglied der Rechtsanwaltskammer werden. Der Kammerrechtsbeistand darf neben seiner Berufsbezeichnung „Rechtsbeistand“ die Bezeichnung „Mitglied der Rechtsanwaltskammer“ führen und ist befugt, auf besondere Kenntnisse in einem Fachgebiet hinzuweisen (§ 43 c Abs. 1 Satz 2 BRAO). Ihm steht ein Zeugnisverweigerungsrecht zu, er unterliegt der Verschwiegenheitspflicht der § 203 StGB.
Durch § 3 RDGEG (Einführungsgesetz zum Rechtsdienstleistungsgesetz) wurde den kammerangehörigen Rechtsbeiständen die Bezeichnung „Kammerrechtsbeistand“ zugeordnet und ihre gerichtliche Vertretungsbefugnis geregelt. Sie sind in nachfolgenden Vorschriften einem Rechtsanwalt gleichgestellt (vgl. §§ 3 Abs. 1 Nr. 1–6 RDGEG):
- § 79 Abs. 2 Satz 1, § 88 Abs. 2, § 121 Abs. 2, § 133 Abs. 2, §§ 135, 157, 169 Abs. 2, §§ 174, 195, 317 Abs. 4 Satz 2, § 397 Abs. 2 und § 811 Nr. 7 der Zivilprozessordnung
- § 10 Abs. 2 Satz 1 und § 11 Satz 3 des Gesetzes über das Verfahren in Familiensachen und in den Angelegenheiten der freiwilligen Gerichtsbarkeit
- § 11 Abs. 2 Satz 1 des Arbeitsgerichtsgesetzes
- § 73 Abs. 2 Satz 1 und Absatz 6 Satz 5 des Sozialgerichtsgesetzes, wenn nicht die Erlaubnis das Sozial- und Sozialversicherungsrecht ausschließt
- § 67 Abs. 2 Satz 1 und Abs. 6 Satz 4 der Verwaltungsgerichtsordnung
- § 62 Abs. 2 Satz 1 und Abs. 6 Satz 4 der Finanzgerichtsordnung, wenn die Erlaubnis die geschäftsmäßige Hilfeleistung in Steuersachen umfasst

In der Zusammenfassung ergibt sich daraus die Vertretungsbefugnis der Kammerrechtsbeistände vor den Amts-, Arbeits-, Sozial-, Verwaltungs- und Finanzgerichten.
Kammerrechtsbeistände, die als Prozessagenten zugelassen wurden, sind weiterhin zur geschäftsmäßigen Hilfeleistung in Steuersachen befugt. Unter den Kammerrechtsbeiständen befinden sich Berufsträger mehrerer Berufssparten, z. B. als Steuerberater und Wirtschaftsprüfer.
Kammerrechtsbeistände können sich mit Rechtsanwälten zu einer Sozietät oder Bürogemeinschaft zusammenschließen (§ 59 a BRAO).
Standesorganisation der Kammerrechtsbeistände ist der Bundesverband Deutscher Rechtsbeistände/Rechtsdienstleister e.V. in Bonn.